# Совјетско ратно ваздухопловство
Совјетско ратно ваздухопловство (рус. Военно-воздушные силы) је било вид оружаних снага Совјетског Савеза. Створено је од делова Царске војно-ваздушне службе 1917, највећи тест је имало у Другом светском рату. Борило се у Корејском рату и Совјетском рату у Авганистану и распуштено је заједно са распадом Совјетског Савеза. Имовина бившег совјетског ваздухопловства је подељена међу бившим републикама Совјетског Савеза. Совјетско ратно ваздухопловство се састојало од два дела, први је био војно-ваздушна сила односно авијација сама по себи док су други део чиниле јединице против-ваздушне одбране (ПВО).

## Историја

### Оснивање
У Руском царству авиони су постали популарни још 1909. године доласком страних, претежно француских стручњака. Царска Русија је развила сопствену авијацију стационирану углавном у Севастопољу и Санкт Петербургу, док се прва школа летења налазила у Гатчини. Иако је у почетку (1914) Русија имала највише авиона (263) до 1917. остала је на величини авијације од око 590 летелица што је најмање од свих великих сила. Русија је била веома зависна од страног увоза авиона док су се на њеном тлу само вршила истраживања и прављени су поједин делови.
Колегијум за управљање ваздухопловним снагама Старе војске формиран је 20. децембра 1917. Овај штаб, под командом Константина Акашева, требао је да формира нове ваздушне снаге под бољшевичком контролом али на темељима старе Царске војно-ваздушне службе. Након потписивања Брест-Литовског мира, колегијум је реорганизован и преименован у "Радничко-сељачку ваздушну флоту" 24. маја 1918. године за потребе Руског грађанског рата.
Након формирања Совјетског Савеза, флота је преименована 28. марта 1924. у "Дирекција ваздухопловних снага СССР-а" ни ово име није дуго трајало па је убрзо, 1. јануара 1925. године, настала "Дирекција радничко-сељачких ваздухопловних снага Црвене армије". Ваздушне снаге су опонашале организацију копнене војске те су биле распоређене у Авијацијске дивизије и ваздушне пукове.

### Развој авијације 1930-1940
Након формирања СССР-а уложено је много напора у циљу модернизације авиона и проширења ваздушних снага. Нови заповедник снага и овог пројекта био је Јаков Алкснис, једном од жртви Стаљинових чистки. Током почетка 30-их година производња авиона је вишеструко скочила тако да су се у СССР-у сада производили ловци И-15 и И-16 као и бомбардери Туполев СБ/СБ-бис и ДБ-3. Совјетско ваздухопловство је избацивало полако застареле двокрилце, а њиховио авиони су дуго били међу најбољим светским авионима.
Године 1936. почео је Шпански грађански рат односно "полигон за испробавање оружја" у очима Великих сила. Совјетски Савез је подржавао левичарску Шпанску Републику сталним војним испорукама тенкова, пушака, топова, војних стручњака и авиона. Совјетски авиони Поликарпов И-16 су били господари неба све до појаве Месершмита Бф109. Са друге стране на СССР је вршен међународни притисак те је њихова испорука и ангажовање у Шпанији драстично ограничено. Франкови националисти, које су подржавале Немачка и Италија, односе победу над Шпанском Републиком, а СССР не успева да модернизује авијацију због почетка Стаљинових чистки.
Након спровођења чистки дошли су нови официри којима је недостајало летачко и командно искуство. Старији команданти, често ветерани Првог светског, Руског грађанског, Пољско-совјетског и Шпанског грађанског рата нису смели да преузму иницијативу модернизације и организације због судбине која је задесила Алкснина и друге пилоте. Ово је трајно хендикепирало совјетско ваздухопловство. Совјетско ваздухопловство 19. новембра 1939. поново је добило назив Главна управа ваздухопловних снага Црвене армије.
Сва слабост Совјета ће се показати у рату са Финском, када је мали број финских ваздушних снага оборио велики број совјетских пилота и уништио значајан део ПВО.

### Операција Барбароса и Други светски рат
Пред почетак рата са Немачком, совјетска авијација је почела модернизацију наоружања. Уместо, сада већ застарелих ловаца И-15/И-16 сада су уведени Јаковљев Јак-1, Микојан МиГ-3, ЛаГГ-3 а уместо Туболева СБ/СБ.-бис и ДБ-3 уведени су нови бомбардера Петљаков Пе-2, Петљаков Пе-8 и јуришних бомбардер Иљушин Ил-2 Овај програм модернизације није завршен на време.
Тог 22. јуна 1941. године почела је Операција Барбароса. Совјетска авијација и даље није била модернизована, а такође је ухваћена на препад и велики њен део је уништен још на земљи. Штавише, политичке чистке касних 1930-их довеле су до нивоа командовања многе неспособне, и неискусне официре. Совјетско ваздухопловство било је распоређено у 106 пукова (од којих само 8 скроз модернизовано) распоређених у 5 главних округа:
1. Лењинградска војна област - 1.270 авиона
2. Балтички војни округ - 1.140 авиона
3. Западни војни округ - од 1560 до 1825 авиона (зависи од извора)
4. Кијевски војни округ - 1.672 авиона
5. Одеска војна област - 950 авиона

Као што је речено летелице које су поседовали тада биле су махом застареле и свакако неупотребљиве против авиона Луфтвафе. Када се у застарелост наоружања дода неискусност пилота, лоше радијске везе, застареле војне тактике и неочекивани немачки напад, добије се пропаст Совјетског ратног ваздухопловства. Релативно велики број ловачких јединица био је превише близу границе, што је резултирало великим губицима у превентивним бомбаровањима немачке артиљерије. Губици совјетске авијације су непознати али процене су да је у том једном дану изгубљено између 1200 и 2000 авиона. Званични губици Луфтвафеа су 78 авиона. Ипак Немци нису били спремни на дуги рат, а Совјети су тврдоглаво одбијали да се предају. Сва индустрија, па и авионска, пребачена је иза Урала што је СССР-у омогућило неометану производњу нових, јачих, бржих и побољшаних авиона.
Производња је почела да доводи најновије авионе, Јаковљев Јак 1/3/7/9/9П, Лавочкин 5/7/9, Иљушин Ил-2/10, МИГ 1/3/9 који су убрзо окренули ситуацију у корист СССР-а. Високе борбене особине совјетског ваздухопловства нарочито су се јасно приказане у биткама за Москву, Стаљинград, Курск, у операцијама на Десној обали Украјине, у Белорусији, Јаско-Кишињев, Висла-Одер и Берлин. Совјетско ратно ваздухопловство је командно реорганизовано у периоду од марта до маја 1942. године.
Током година Другог светског рата совјетски пилоти прелетели су око 4 милиона налета борбених авиона и бацили 30,5 милиона бомби на непријатеља. Велика разлика у односу на остале авијације била је та што су совјети давали велики број авиона и партизанским јединицама у СССР-у, Пољској и Југославији. Тако су Југословенски партизани били снабдевени великим бројем авиона Јаковљев Јак 1/2/9П као и Петљаков Пе-2 и Иљушин авионима.

### Хладноратовски период
Након Другог светског рата СССР је наставио са наоружавањем и модернизацијом авијације. Пошто је почео сукоб између СССР-а и САД, било је потребно израдити што боље авионе и хеликоптере који могу да престигну квалитет друге стране. Почела је такозвана "Трка у наоружању" и СССР је био приморан да производи авионе који могу парирати западним и обрнуто. Сада су у оквиру ваздухопловства званично раздвојени авијација и ПВО у две посебне групе. Највећи успех авијације забележен је 80-их година када је СССР на располагању имао око 10,000 авиона распоређених по целој земљи. Авијација је развијала и наоружавала се млазним авионима и хеликоптерима. Посебно је обраћена пажња на развој "тактичке авијације" којом је могло да се превози и користи нуклеарно оружје али и велика количина ракета и бомби различитих типова и конфигурација. Авиони који носе ракете могли су да гађају циљеве са велике даљине, без уласка у зону дејства ПВО непријатељских циљева. Способности војно-транспортне авијације знатно су се повећале. Авијација је сада имала могућност превоза великог броја трупа под пуном ратном опремом и разним материјалом. Посебна употреба Совјетског ратног ваздухопловства забележена је у Корејском рату (највише обарање непријатељских летелица) и Рату у Авганистану (највише за превоз робе и војника као и бомбардовање непријатељских положаја). Заједно са техничким развојем ваздухопловства побољшани су облици и методе њихове употребе.
 У послератном периоду врховни команданти совјетског ваздухопловства били су:
- Главни маршал ваздухопловства К. А. Вершинин (март 1946 - октобар 1949 и јануар 1957 - март 1969),
- Главни маршал ваздухопловства П. Ф. Жигарев (октобар 1949 - Јануара 1957)
- Маршал ваздухопловства П. С. Кутаков (март 1969 - распуштање ваздухопловства)

Званични дан Совјетског ратног ваздухопловства био је Дан совјетске ваздушне флоте (24. мај), на којем су се често одржавале запажене ваздухопловне емисије намењене приказивању напретка совјетске ваздушне снаге током година, одржаване на московском аеродрому Тушино.
Са нестанком Совјетског Савеза 26. децембра 1991. године, престало је да постоји и Совјетско ратно ваздухопловство. Наследницом Совјетског ратног ваздухопловства може се сматрати Ратно ваздухопловство (војно ваздухопловство Руске Федерације).

## Женски пукови
За команданте различитих бомбардера постављане су жене које су биле распоређене у целе војне пукове. То су биле углавном девојке у просеку око 19 година старе. Сматра се да је први авио пук организовала Марина Раскова, иначе чувени пилот и носилац имена Хероја Совјетског Савеза још 1941. године. У Великој Британији, САД, Немачкој и другим земљама није постојала пракса женских пилота. Жене су углавном возиле спортске авионе и биле ангажоване у позадинским задацима. Ипак након Марининог преговарања, Стаљин доноси Наредбу број 0099 којим тражи стварање и формирање посебних женских пукова у оквиру Совјетског ратног ваздухопловства 8. октобра 1941. године. Прво су жене биле распоређене у "Групу 122" односно 122. пук да би се касније формирало још 3 пука. Јевдокија Бершанска је била први командант касније формираног 588. ноћног женског бомбардерског пука.
Марина Раскова је постала пилот и навигатор у оквиру Совјетског ратног ваздухопловства још 1933. године. Прва је жена која је предавала на војно-техничкој академији "Жуковски" у Москви од 1934. године. Она је сада постала женски инструктор у Енгелсу. Осмислила је убрзану обуку за 6 месеци, по 13 сати сваки дан (иначе обука траје 3 године) и потом је формирала 3 пука:
1. 586. ловачки авијацијски пук
2. 588. ноћни женски бомбардерски пук
3. 587. пук бомбардера обрушивача

Жене су тада добиле мушке војне чизме и униформу. Три оформљена женска авио-пука била су намењена:
1. 586. ловачки авијацијски пук - Одбрана Саратова
2. 588. ноћни женски бомбардерски пук - Лаки тактички бомбардери
3. 587. пук бомбардера обрушивача - Директно на фронт

## Познати совјетски авиони
- Бериев А-50
- Миг 3
- Миг 21
- Миг 29
- Ил-76
- Су-7
- Су-17
- Су-24

И многи други